# Gomeres
Els gomeres, en singular gomera o gumera o gomara (amazic: ⵉⵖⵎⴰⵔⵏ, iƔmarn, sing. ⵖⵓⵎⴰⵔⴰ, Ɣumara; àrab: غمارة, ḡumāra) són una tribu amaziga masmuda. Llur territori se situa entre els rius Oued-Laou i Ouringa. Lleó l'Africà els anomena gomeres i els geògrafs àrabs Ghumara. El seu ancestre seria Ghumar fill de Masmud o de Mestaf, segons les tradicions.

## Història
Les tribus amazigues habitaven la zona en temps dels romans. El seu nom ja és esmentat com habitants de la zona a l'arribada de l'islam, quan foren vençuts per Mussa ibn Nussayr i es van convertir; però al segle següent van adoptar les doctrines kharigita i van donar suport a la rebel·lió de Maysara.
Els gomeres orientals van quedar inclosos al segle viii al regne de Nakur dels Banu Salih o salíhides, al qual van pertànyer fins a la seva desaparició al segle x. Un cap gomera, Sogguen va intentar usurpar el poder a l'emirat el 761.
Els gomeres orientals depenien dels idríssides i quan el regne fou repartit van quedar als territoris corresponents a Umar ibn Idris i després als seus descendents. Encara després que els idríssides perdessin Fes enfront dels fatimites, van romandre lleials a la dinastia fins al final. Eliminada la branca dinàstica el 877 van reconèixer després els emirs i més tard califes omeies de Còrdova. A la desaparició del califat el 1012 es van sotmetre als hammudites que dominaven Ceuta, fins a la invasió dels almoràvits. El 1146 es van fer almohades i van ajudar a Abd al-Mumin a ocupar Ceuta. Aviat però, els gomeres es van revoltar i el 1166/1167 el califa Abu-Yaqub va haver de sufocar una revolta gomera dirigida per Saba ibn Managhfad que fou derrotat i mort; el govern de Ceuta fou confiat a un germà del califa amb autoritat sobre tot el Rif.
Els gomeres foren uns constants rebels; van donar suport al profeta Ha Mim i encara més tard al profeta Àssim ibn Jamil al-Yazdajumí. El 1228 van estar al costat de la revolta d'Abu-t-Tawajin que es declarava mag i profeta.
Els marínides els van voler sotmetre però només ho van aconseguir mercès a les divisions que van ocasionar els soffs. No obstant van seguir participant en revoltes i ajudant a prínceps rebels. Després del segle XV el seu nom con entitat ja no s'esmenta (excepte Lleó l'Africà el segle xvi) però el nom persisteix en una tribu del grup Jabala.

## Famílies
Estaven dividits en famílies entre les quals les principals eren:
- Banu Humayd
- Matiwwa
- Ighsawa o Ghzawa
- Madjikasa

Alguns dels nom encara es conserven en tribus del Rif.

## Territori
Els seus dominis abraçaven un territori entre Tànger i la plana del Magreb i per la costa atlàntica arribaven a la costa entre Asila i Anfa tocant al límit dels territoris dels Barghawata. Al-Bakrí exclou d'aquests dominis les regions entorn de Tànger i Ceuta i diu que a l'est arribaven fins a Nakur i a l'oest fins a Karushat.

## Llengua
Malgrat el fort procés d'arabització dels grups masmuda durant els segles IX i XIV encara uns 100.000 d'ells parlen l'amazic ghomari.És una parla masmudiana pròxima a les parles de l'Atlas i a la dels Sanhaja de Srayr, i és difícilment comprensible als parlants rifenys.

## Composició tribal
La confederació dels Gomeres és constituïda per 9 tribus:
- Beni Bouzra (majoritàriament amazigòfona)
- Beni Grir (arabòfona)
- Beni Khaled (arabòfona)
- Beni Mansour (parcialment amazigòfona)
- Beni Rezin (arabòfona)
- Beni Selman (arabòfona)
- Beni Smih (arabòfona)
- Beni Ziat (arabòfona)
- Beni Zjil (arabòfona)